# Аничич, Джордже
Джордже Аничич (серб. Ђорђе Аничић, род. 13 апреля 1958, Язак) — югославский военный, подполковник войск ПВО Союзной Республики Югославии, заместитель командира 3-го дивизиона 250-й бригады ПВО.

## Биография
Джордже Аничич служил в Югославской народной армии и вооружённых силах третьей Югославии. Во время войны НАТО против Югославии занимал пост заместителя командира 3-го ракетного дивизиона 250-й ракетной бригады ПВО. Его дивизион был одним из немногих воинских формирований, которое было в полной боевой готовности на протяжении всех 78 дней войны НАТО против Югославии. Аничич пользовался псевдонимом «Анджелко Джорджевич», присвоенным журналистами с целью конспирации в прессе.
В ночь с 23 на 24 марта 1999 года в 22:00 его подразделение было приведено в полную боевую готовность, а 25 марта в 20:00 была объявлена воздушная тревога после передислокации всей 250-й бригады. Специально по приказу Аничича командный пункт дивизиона был укрыт брёвнами длиной в 4-5 м для защиты от осколков ракет и авиабомб. Вечером 27 марта в 20:30 Аничич обнаружил на экране индикатора РЛС три воздушные цели в небе над Югославией, среди которых, как потом выяснилось, был и американский стелс-бомбардировщик F-117. Выпустив две ракеты из ЗРК С-125М «Нева», расчёт под командованием Золтана Дани, куда входил и Аничич, успешно сбил американский бомбардировщик, который упал около деревни Буджановци. Стрельба велась с позиции рядом с деревней Шимановци. Аничич был одним из югославских офицеров, досконально знавших принципы боевого применения ЗРК С-125 «Нева». После войны ходили слухи, что якобы «Неву» специально модернизировали, чтобы обнаруживать стелс-самолёты, но Аничич это отвергает.
В течение всех бомбардировок НАТО Аничич вёл военный дневник, в 2009 году он опубликовал книгу под названием «Смена», в которой изложил свои воспоминания о войне, рассказав также об особенностях обороны Югославии с точки зрения офицера ракетных войск и находящегося на командном пункте дивизиона человека. Всего за время войны его боевой расчёт выпустил 14 зенитных ракет: по официальным югославским документам, при помощи этих ракет также были сбиты американский истребитель F-16 и бомбардировщик B-2A. По данным ВС Югославии, B-2A был сбит боевым расчётом 3-го ракетного дивизиона 250-й бригады, которым командовал Аничич в ночь с 19 на 20 мая 1999 года, и упал на территории Республики Хорватии, причём американскому лётчику воздушный командный пункт «Авакс» приказал не катапультироваться из самолёта и покинуть скорее пределы Югославии. Со слов Аничича, его силы ПВО уничтожили несколько десятков крылатых ракет «Томагавк» во время войны.
После войны Аничич был награждён боевыми наградами, но при этом понижен в должности на две ступени, что воспринял очень болезненно. По его словам, его понизили за то, что он критиковал командование ВС Югославии за не принятые перед началом войны меры по обороне страны. 1 мая 2002 года уволился, ныне проживает в Белграде.